# Nadejda Grinfeld
Nadejda Evgenevna Grinfeld (n. 1887 – d. ?) a fost membră în Sfatul Țării, organismul care a exercitat puterea legislativă în Republica Democratică Moldovenească, în perioada 1917-1918.

## Biografie
Nadejda Grinfeld de naționalitate basarabeană, de etnie evreică, s-a născut în 1887. A fost expulzată în anul 1918. Statutul de victimă îl dăm oricărei persoane a fost forțată să plece din Sfatul Țării în urma acuzei de bolșevism sau atac verbal la adresa armatei române. Am menționat naționalitatea victimelor pentru a arăta că violențele nu au un caracter etnic, ci ideologic/politic (ceea ce nu exclude faptul că în subsidiar se putea manifesta și xenofobia).
Mai era cunoscută și sub numele de: Nadia (Frume) Kenigshats Grinfeld.
Nadezhda Evgenevna Grinfeld a fost activă în organizațiile Menșevice din Odesa, Kiev, și Sankt Petersburg. Grinfeld, a cunoscut o reputație ca vorbitor în perioada cât a fost membră a Ligii prerevoluționare, a fost șefa unui grup de auto-apărare în Odesa fiind membră a Ligii, în timpul Revoluției Ruse (1905). Pe perioada anului 1917, ea a fost un vorbitor popular la întâlnirile de masă din Petrograd și Kronstadt.
Nadejda Grinfeld a fost membră a Parlamentului Republicii Moldova (1917-1918). Sfatul Țării cuprindea doar două femei, Elena Alistar fiind cealaltă femeie din Sfatul Țării.

## Activitatea politică
A fost propusă pentru a face parte din Sfatul Țării de către Partidul Social Democrat Muncitoresc din partea Bundului izraelit. A făcut parte din Sfat între 21 noiembrie și 29 decembrie 1917. : p. 59
A deținut următoarele funcții în Sfat: secretar al Sfatului Țării între 29 noiembrie și 22 decembrie 1917.
La 21 noiembrie în ședința de deschidere a Sfatului, Grinfeld Nadejda Evgenevna vorbește în numele Partidului Social Democrat Muncitoresc, subliniind că în Rusia țarismului cele mai asuprite popoare erau moldovenii și evreii, popoare lipsite de posibilitatea însușirii unei culturi în propria limbă, în timp ce în Rusia de după revoluție sunt depline libertăți. Pentru ca aceste libertăți să dăinuie este necesar ca Rusia să fie unită, încheind cu «Trăiască Rusia unitară și Basarabia liberă».
Astfel, în cadrul acestei ședințe de deschidere a Sfatului Țării, Vasile Țanțu  este unul dintre cei trei vorbitori care au vorbit românește. Restul: Cotoros, Gherman Pântea, Cogan, N. E. Grinfeld etc. vorbesc rusește. : p. 103
La 20 decembrie 1917 FrontOtdel-ul, unitate a RUMCEROD, deschide lupta pe față deoarece dobândise un număr de simpatizanți printre care și Nadejda Evgenevna Grinfeld. : p. 59
Din cauza dezordinii și silniciilor care se înmulțeau în zonă, la 27 decembrie 1917, Sfatul Țării pune în discuție problema chemării unei armate în vedere restabilirii ordinii.: p. 60
Nadejda Evgenevna Grinfeld precizează că vorbește în numele socialiștilor menșevici, spunând că dacă vine armată română în Basarabia, această parte a Rusiei nu va mai rămâne între hotarele ei. Părerea sa este că poate fi chemată orice armată în afară de armata română.
Atunci când FrontOtdel-ul a primit ajutoarele cerute, către sfîrșitul lui decembrie 1917, lupta împotriva separatismului a devenit fățișă, încercându-se printre altele și schimbarea opiniei majorității românești din Sfatul Țării printr-o eventuală schimbare a membrilor acestui organism legal. Și Nadejda Evgenevna Grinfeld s-a afiliat luptei împotriva Sfatului Țării. S-a scris ca a fost executată de trupele române în 1918, în timp ce încerca să treacă Nistrul.  De fapt, a fost expulzată dincolo de Nistru de autortatile romane în anul 1918.
Ea a avut un fiu, Lev, care a renunțat la cetățenia română în 1934, după ce a dobândit cetățenia germană.

## Legături externe
- Arhiva pentru Sfatul Tarii
- Deputații Sfatului Țării și Lavrenti Beria